# Sensorium (musée)
Cet article concerne le musée. Pour le sensorium comme somme des perceptions d'un organisme, voir Sensorium.
Le Sensorium est un musée consacré aux sens situé dans le centre culturel de Rüttihubelbad, à Walkringen, dans le canton de Berne, en Suisse.

## Collections
Cet « espace pour l'expérience des sens » a été imaginé par Hugo Kükelhaus, pédagogue, philosophe et artiste allemand. Ce dernier s'était fait connaître pour avoir conçu, pour le pavillon allemand de l'Exposition universelle de 1967 de Montréal, trente stations interactives sur le thème des sens.
Au Sensorium, sur le modèle du pavillon de Montréal, le visiteur découvre une centaine de stations interactives concernant le toucher, la vue, l'ouïe et l'olfaction : des instruments de musique (gongs, bols chantants), des pierres qui émettent un son quand on les fait vibrer en les frottant, un grand pendule de Newton, des disques dont les couleurs semblent changer lorsqu'ils sont en rotation, des prismes, des projecteurs permettant d'observer la synthèse additive de la lumière, des kaléidoscopes, plusieurs jeux de miroirs, un tourbillon d'eau que l'on provoque en tournant une manivelle, des jeux d'équilibre, un sentier fait de diverses matières (bois, pierre, laine, liège…) sur lequel on avance à pieds nus.